# ぬまっち (お笑い芸人)
ぬまっち（1972年2月22日 - ）は、日本のお笑い芸人。本名、沼 豪（ぬま つよし）。
大阪府出身。松竹芸能所属。本名名義で声優としても活動する。

## 芸風
主に『機動戦士ガンダム』シリーズに登場するキャラクター、シャア・アズナブルのモノマネを持ち芸とし、その際の衣裳もシャアが劇中で着用するコスチュームを模したものとなっている（いわゆるコスプレ）。通称「シャア芸人」。
同じくガンダムの主人公、アムロ・レイのモノマネを持ち芸とする芸人、若井おさむとの絡みが多い。

## ものまねのレパートリー
- シャア・アズナブル
- ドズル・ザビ (シャアネタの中で、ドズルの絵のフリップを出して声のみモノマネ)
- 富野由悠季

## 出演

### イベント
- 生誕30周年祭 in NAGOYA ガンダム THE FIRST 〜未来創造の世紀へ〜（名古屋テレビ放送、2009年7月24日 - 29日）
- 『ジオニックトヨタ』設立記者発表会（台場・MEGAWEB、2013年1月9日）

### 声優
- 魔都紅色幽撃隊 - 白峰 勇槻 役（PlayStation 3・PlayStation Vita／アークシステムワークス）
- カルルとふしぎな塔 - パナポネラ兄弟 役（テレビアニメ／キッズステーション）

### テレビ
- MAG・ネット（NHK）
- よゐこ部（毎日放送）
- 痛快!明石家電視台（毎日放送）
- オーサカ夜キング ケンコBAR（毎日放送）
- 森田一義アワー 笑っていいとも!（フジテレビ）
- 『ぷっ』すま（テレビ朝日）
- 美女裁判〜恋愛裁判員制度〜（朝日放送）
- もうすぐR-1ぐらんぷり（フジテレビ、関西テレビ）
- ものまねバトル☆CLUB（日本テレビ）
- 元祖そっくりグランプリ（テレビ東京）
- 有田P おもてなす（NHK総合、2019年10月5日） - 若井おさむと共演し、『機動戦士ガンダム』の名シーンを再現した[注 1]。

### テレビドラマ
- 土曜ワイド劇場 司法教官・穂高美子5（2016年10月29日、テレビ朝日） - 男E 役

- アフロ田中 ６話（2019年8月10日、WOWOW） - 宿便 役

### 映画
- 腐女子彼女。 （2009年5月2日公開、ダブ） - 本人役